# Seveřané

Mapa se severským osídlením od 8. do 11. století

Název Seveřané se vztahuje na skupinu lidí, která mezi 8. a 11. stoletím mluvila starou severštinou. Jazyk patří k severogermánské větvi indoevropských jazyků a je předchůdcem moderních severských jazyků.
Seveřan (angl. Norseman) tedy znamená „osoba ze severu“ a používá se především pro staroseversky mluvící kmeny, které žily v jižní a střední Skandinávii. Později zakládaly státy a osady v Anglii, Skotsku, Islandu, Walesu, Faerských ostrovech, Finsku, Irsku, Rusku, Grónsku, Francii, Ukrajině, Pobaltí, Německu, Polsku a také základny na Sicílii a Severní Americe.
Starofranské slovo "Nortmann" (angl. Northman) bylo polantinštěno jako Normanni a dostalo se do starofrancouzštiny jako Normands - odtud slova Normané a Normandie, která byla Seveřany osídlena v 10. století.